# Santa Luzia (Ourique)
 Santa Luzia  ist ein Ort und eine Gemeinde Freguesia in Portugal
im Landkreis von Ourique im Baixo Alentejo gelegen mit 34,9 km² Fläche und 352 Einwohnern (Stand 30. Juni 2011). Die Bevölkerungsdichte beträgt 10,1 Einw./km². 